# Eteoryctis picrasmae
Eteoryctis picrasmae är en fjärilsart som beskrevs av Tosio Kumata och Hiroshi Kuroko 1988. Eteoryctis picrasmae ingår i släktet Eteoryctis och familjen styltmalar. Inga underarter finns listade i Catalogue of Life.